# Boštjan Kekec
Boštjan Kekec, slovenski alpinist, * 20. marec 1959, † 15. junij 1993, K2.
Zaposlen je bil kot alpinistični inštruktor v takratni Teritorialni obrambi RS. Kekec, član alpinističnega kluba Škofja Loka, je bil udeleženec več slovenskih odprav v Himalajo in je od leta 1976 opravil preko 900 vzponov.
Leta 1993 se je udeležil slovenske odprave na vrh K2, drugi člani odprave so bili še Stipe Božič, Viki Grošelj in Zvonko Požgaj. Pred osvojitvijo vrha pa je med čakanjem na izboljšanje vremena zbolel za višinsko boleznijo; soplezalci so ga, oslabljenega, poskušali prenesti v dolino, a je ob poskusu sestopa umrl.